# Pecsteen

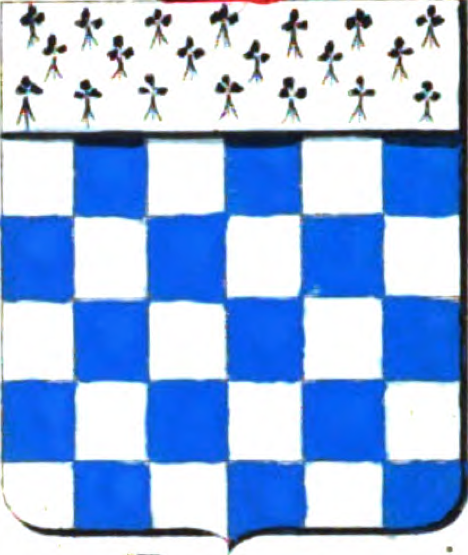
Wapen van de familie Pecsteen

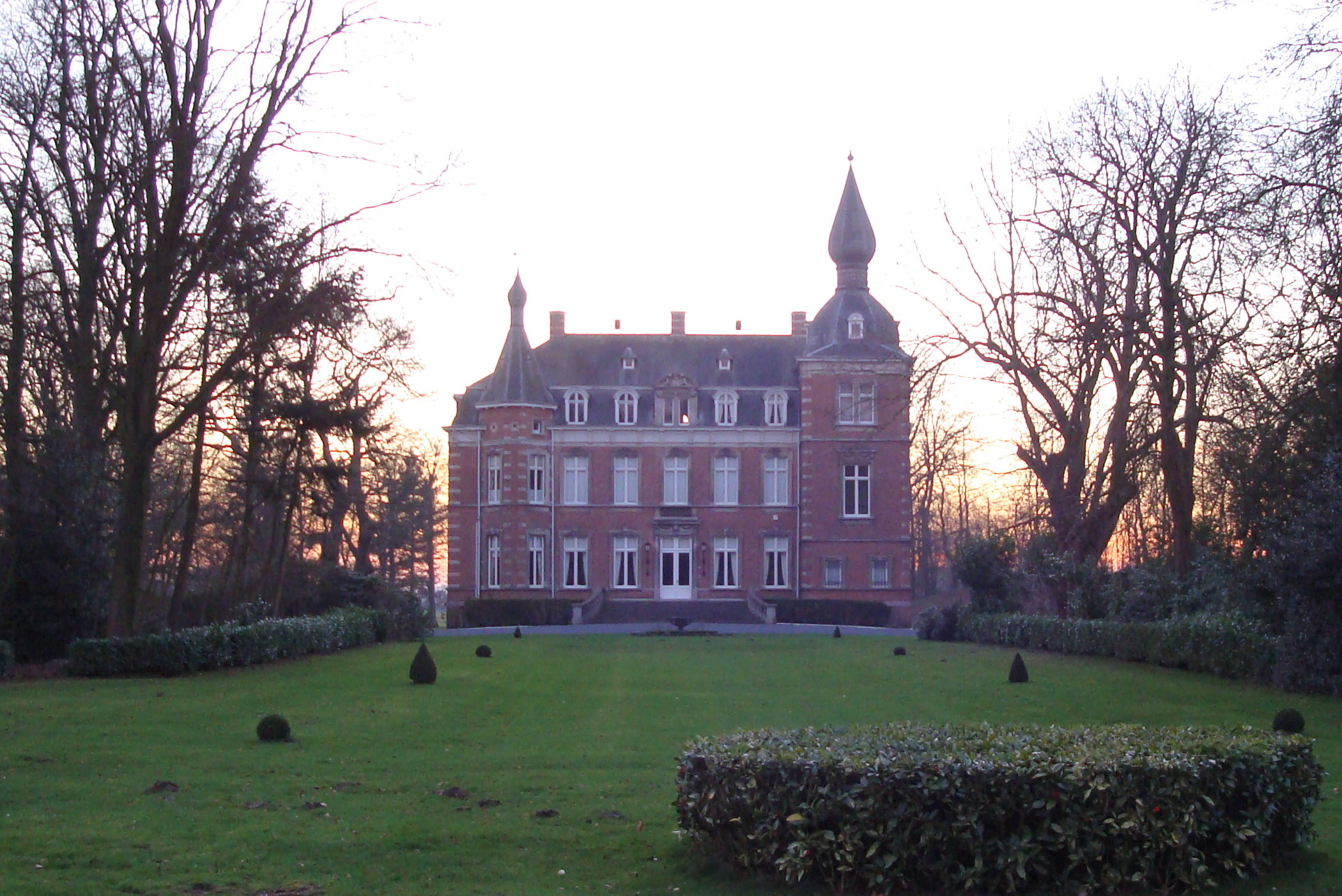
Het kasteel 'Pecsteen' in Ruddervoorde

Pecsteen is een familie die tegen het einde van de achttiende eeuw tot de notabelen behoorde in en rond Brugge. Ze waren bekend onder de namen Pecsteen, Pecsteen de Swevezeele, Pecsteen de Buytswerve, Pecsteen de Maldegem en Pecsteen de Lampreel.

## Geschiedenis
De Pecsteens doen hun stamboom opklimmen tot in de middeleeuwen. Er komen een paar Pecsteens voor in de Brugse stadsrekeningen van de 14de eeuw, zonder dat een verband kon worden gelegd met de latere Pecsteens.
Gertrude Pecsteen († 1344) werd in 1333 abdis van de abdij van Spermalie.
De eerste stamvader van de hiernavolgende Pecsteens was Simon Pecsteen, zoon van Simon, die in 1601 trouwde met Isabelle van der Beke. De hierna vernoemde Jacobus Pecsteen was hun enige zoon. Vanaf Simon, of minstens vanaf Jacobus, studeerden de Pecsteens rechten en stelden zich ten dienste, als baljuw, griffier of ontvanger van gemeenten of heerlijkheden, ook als regisseur en ontvanger in dienst van grote families zoals de familie de Croÿ. De Pecsteens waren vooral in West-Vlaanderen actief en hun naam blijft verbonden met Maldegem, Oedelem en Ruddervoorde. Het centrum van de familie bevond zich in Brugge. Het familiehoofd was toen Jacques Pecsteen (1660-1730), heer van Buytswerven, die getrouwd was met Jeanne Goeman (1685-1743). Hun twee zoons, Jean-François Pecsteen (1719-1783) en Philippe Pecsteen (1726-1794) waren de vader van de hierna volgende geadelde familieleden.

## Erfenis van den Abeele
Jean-François Pecsteen (1719-1781), zoon van Jacques Pecsteen - Goeman, trouwde in 1754 met Françoise van den Abeele (1730-1814) burggravin en barones van Watervliet. 
De oom van zijn vrouw, Jacques-Jean van den Abeele (11 september 1708 - 16 maart 1795) werd, als 'hoir féodal' van zijn moeder Françoise de Haveskerke, weduwe van Adolphe van den Abeele, heer van de heerlijkheden Zwevezele, Lichtervelde (gedeelte) en Watervliet bij Handzame. Hij was haar zesde zoon, de vijf vorige waren al overleden. Hij was al bijna tachtig toen hij op 24 januari 1787 het bericht kreeg dat hij bevorderd was tot baron van Lichtervelde en burggraaf van Watervliet. Hij kreeg tevens de mogelijkheid om, gelet op zijn gebrek aan kinderen, zijn titels te laten erven door zijn neef Jean-Joseph-Robert van den Abeele (2 oktober 1735 - 30 juli 1815), vrijgezel zoals hij. En, als ook hij zou sterven zonder nazaten, zouden ze overgaan op die zijn zus, Françoise van den Abeele of haar erfgenamen. Ze was sinds 1783 de weduwe van Jean-François Pecsteen en stierf op 12 april 1814. Jean-Joseph-Robert stierf na haar, op 30 juli 1815, en het is van hem dat de zoon van Françoise, Jacobus Pecsteen deze titels en de eigendommen die ermee samengingen (onder meer het kasteel van Zwevezele) erfde. Tegen die tijd waren de feodale rechten uiteraard onbestaande geworden en waren de titels die in 1787 waren toegekend, in 1795 waardeloos geworden. Alleen de eigendommen bleven over.

## Jacques Pecsteen
De zoon van Jean-François Pecsteen, Jacques-Philippe-Ambroise Pecsteen (Brugge 5 december 1758 - 14 maart 1831), werd in 1822 in de adelstand ingelijfd onder de naam Pecsteen de Sweeveseele en met de titels van burggraaf en baron. Onder het ancien régime was hij beheerder van de goederen in Vlaanderen van de prinsen de Croÿ en schepen van Brugge (1788). In de Franse en Nederlandse tijd was hij schepen van Brugge (1796-1817). Hij trouwde met Marie-Jeanne d'Hooghe de la Gaugerie (1771-1850). Ze hadden een enige dochter, Françoise Pecsteen (1794-1877) die trouwde met Joseph Thibault de Boesinghe en met Charles-Thomas de Schietere de Lophem. Met haar dood doofde deze tak uit. Er werden geen voetstappen ondernomen om de titels op de tweede familietak over te dragen.

## De kinderen van Philippe Pecsteen (1726-1794)
De jongere broer van Jean-François Pecsteen, Philippe Pecsteen (1726-1794) trouwde met Philippine Antheunis (1749-1801). Ze hadden drie zoons die onder het Verenigd koninkrijk der Nederlanden in 1822 in de adel werden opgenomen:
- Jacques Philippe Pecsteen (Maldegem 22 juni 1769 - Brugge 15 augustus 1849) trouwde met de rijke erfdochter Anne-Jeanne D'Hont (1773-1828). Het is de enige familietak die afstammelingen heeft tot heden. Hun zoon Gustave Pecsteen kreeg de titel baron in 1851, overdraagbaar bij eerstgeboorte.
- Philippe Pecsteen de Maldeghem(Maldegem 7 juni 1775 - 30 september 1846) trouwde met Marie-Thérèse Schelfhaut (Elversele 26 januari 1771 - Maldegem 23 juli 1848). Het huwelijk bleef kinderloos. In 1829 kreeg hij de titel baron, overdraagbaar bij eerstgeboorte.
- Charles Honoré Philippe Louis Pecsteen (Maldegem 25 januari 1789 - Sint-Andries 12 augustus 1873) trouwde met Anne-Bernardine de Lampreel (1793-1861). Ze kregen drie dochters. In 1845 kreeg hij de baronstitel, met vergunning om die over te dragen op zijn schoonzoon Camille Rotsaert de Hertaing (1825-1901).

In de twintigste eeuw kregen een paar leden van de familie vergunning om de naam 'de Buytswerve' aan hun familienaam toe te voegen.

## Genealogie
- Jacobus Pecsteen (Gent, 1605-1696), getrouwd met Anne-Marie Parisis, was advocaat bij de Raad van Vlaanderen, griffier van Oedelem en van de heerlijkheid van Praet.
  - Jan Pecsteen, was gemeenteraadslid van Brugge.
  - Jacobus Pecsteen (1660-1730), licentiaat in de rechten, heer van Buytswerve, griffier van de baronie Maldegem, was getrouwd met Jeanne Goeman (1685-1743), dochter van een procureur van het Brugse Vrije.
    - Jean-François Pecsteen (1719-1783), licentiaat in de rechten, advocaat bij de Raad van Vlaanderen, pensionaris van het Brugse Vrije, griffier van de keizerlijke domeinen in het district Brugge, was getrouwd met Françoise van den Abeele (1 december 1726 - 12 april 1814).
      - Jacques Philippe Ambroise Pecsteen (1758-1831), advocaat bij de Raad van Vlaanderen, door erfenis van de familie van zijn moeder, burggraaf van Zwevezele en Watervliet, op een tijdstip dat deze titels waardeloos waren geworden. In 1822 werd hij in de adelstand ingelijfd onder de naam Pecsteen de Sweeveseele, met de titels burggraaf en baron. In 1818 werd hij benoemd tot burgemeester van Zwevezele. Hij was getrouwd met Marie-Josèphe D'Hooghe de la Gaugerie (1771-1850).
        - Françoise Pecsteen (1794-1877), was getrouwd met Joseph de Thibault de Boesinghe (1786-1818) en met Charles-Thomas de Schietere de Lophem (1795-1876) en was de laatste van deze familietak.

    - Philippe Pecsteen (1726-1794), heer van Buytswerve, was getrouwd met Philippine Antheunis (1749-1801).
      - Jacques-Philippe Pecsteen (1769-1849), ontvanger van de baronie Maldegem en burgemeester van Ruddervoorde, was getrouwd met Anne-Marie Dhont.
        - Gustave Pecsteen (1804-1894), werd baron in 1851, senator, burgemeester van Ruddervoorde, was getrouwd met Sylvie de Vrière (1811-1901).
          - Leonie Pecsteen (1832-1901), was getrouwd met Jules de Bie de Westvoorde, burgemeester van Sint-Kruis.
            - Marie-Louise de Bie de Westvoorde(1855-1929) was getrouwd met Camille van Caloen de Basseghem (1846-1903), burgemeester van Varsenare.
            - Georgina de Bie de Westvoorde (1856-1937) was getrouwd met Eugène Joos de ter Beerst (1850-1930), burgemeester van Pittem.
            - Augusta de Bie de Westvoorde (1857-1947) was getrouwd met rechter Hector de Schietere de Lophem (1850-1920).
            - Louise de Bie de Westvoorde (1859-1939) was getrouwd met Leon Janssens de Bisthoven (1859-1938), gouverneur van West-Vlaanderen.

          - Henriette Pecsteen (1833-1914), was getrouwd met Louis-Charles de Bie de Westvoorde, burgemeester van Oostkamp.
          - Arthur Pecsteen (1834-1895), schepen van Brugge, volksvertegenwoordiger, was getrouwd met Marie-Ernestine Peers de Nieuwburgh (1843-1901).
            - Raymond Pecsteen (1867-1965), burgemeester van Ruddervoorde, was getrouwd met Christine de Meester de Betzenbroeck (1871-1957).
              - Jacques Pecsteen (1904-1998), was getrouwd met Odette de Meeûs (1906-1988).
                - Humbert Pecsteen (1930-2019), getrouwd met Dominique Carton de Tournai (°1939).
                - Philippe-Robert Pecsteen (°1934), met toevoeging 'de Buytswerve' in 1982, getrouwd met Colette Montens d'Oosterwyck de Jacquier de Rosée (°1938).

              - Robert Pecsteen (1911-1987), was getrouwd met Françoise Camberlyn d'Amougies (1918-2011).

            - Marcel Pecsteen (1883-1968), was getrouwd met gravin Louise Cornet d'Elzius de Peissant (1883-1949).
              - Jean Pecsteen (1906-1964), was getrouwd met Georgine de Burlet (1906-1995).
                - Alain Pecsteen (°1934), met toevoeging 'de Buytswerve' in 1982, was getrouwd met Marina t'Kint de Roodenbeke (1936-2002).

              - Yves Pecsteen (1919-1991), met toevoeging 'de Buytswerve' in 1983, was getrouwd met Moyra Donny (°1926).
                - Sybille Pecsteen de Buytswerve (°1959), journaliste, ambtenaar in het Europees Parlement, is getrouwd met Carlo Lovera di Montarnove e di Lausetto (°1947).
                - Marc Pecsteen de Buytswerve (°1961), Belgisch ambassadeur, is getrouwd met Cathleen de Kerchove d'Exaerde (°1964). Licentiaat in de rechten en in de politieke wetenschappen, trad in de carrière in 1989. Hij was op post in Buenos Aires, Islamabad, Wenen, de VN in New York en als consul-generaal van België in Sjanghai. Van 2011 tot 2014 was hij ambassadeur in Kigali. In oktober 2014 werd hij kabinetschef (directeur van de beleidscel) bij minister Didier Reynders.

      - Philippe Pecsteen (Maldegem, 1775-1846), was getrouwd met Marie-Thérèse Schelfaut (1771-1848), ingelijfd in de adel in 1822, baron in 1829 onder de naam Pecsteen de Maldeghem, lid van de Provinciale Staten, laatste van zijn familietak.
      - Charles-Honoré Pecsteen (1789-1873), genaamd Pecsteen de Lampreel, burgemeester van Maldegem, bestendig afgevaardigde van West-Vlaanderen, was getrouwd met Anne de Lampreel (1793-1861), ingelijfd in de adel in 1822, baron in 1845.
        - Ida Pecsteen (1828-1897), laatste van haar familietak, was getrouwd met Camille Jean Idesbalde Rotsaert de Hertaing (1825-1901).
          - Paul Rotsart de Hertaing (1861-1929), burgemeester van Sint-Andries.
          - Charles Rotsart de Hertaing (1867-1925), burgemeester van Maldegem, getrouwd met Gabrielle Domis de Semerpont (1877-1953).
            - Antoine Rotsart de Hertaing (1906-1997), burgemeester van Maldegem.
              - Jean Rotsart de Hertaing, burgemeester van Maldegem.